# Thomas Pielmeier
Thomas Pielmeier (* 14. April 1987 in Deggendorf) ist ein deutscher Eishockeyspieler, der April 2021 beim Deggendorfer SC aus der drittklassigen Oberliga unter Vertrag steht und dort auf der Position des rechten Flügelstürmers spielt. Zuvor absolvierte Pielmeier unter anderem über 400 Spiele für die Adler Mannheim, Nürnberg Ice Tigers, Eisbären Berlin, Hamburg Freezers, Augsburger Panther, Schwenninger Wild Wings und den ERC Ingolstadt in der Deutschen Eishockey Liga (DEL). Sein jüngerer Bruder Timo Pielmeier ist professioneller Eishockeytorwart.

## Karriere
Pielmeier spielte ab 2002 bei den 'Jungadler Mannheim, der Juniorenmannschaft der Adler Mannheim, in der Deutschen Nachwuchsliga (DNL). In der Saison 2004/05 wurde der Rechtsschütze von den Adlern zum ersten Mal in der Deutschen Eishockey Liga (DEL) eingesetzt, die restliche Zeit verbrachte er beim Stammverein Mannheimer ERC in der Baden-Württemberg-Liga sowie erneut bei den Jungadlern. Mit den Jungadlern gewann er in den Jahren 2004 und 2005 den Titel in der Deutschen Nachwuchsliga.
Zur Saison 2006/07 wechselte Pielmeier zum Ligakonkurrenten Nürnberg Ice Tigers, mit dem er das Finale um die Deutsche Meisterschaft erreichte, dieses aber gegen seinen Ex-Klub aus Mannheim verlor. Zur Spielzeit 2007/08 unterschrieb der Stürmer einen Vertrag bei den Eisbären Berlin, von denen er sowohl in der DEL als auch bei den Kooperationspartnern Kassel Huskies in der 2. Bundesliga und den Eisbären Juniors Berlin in der drittklassigen Oberliga eingesetzt wurde. Mit Kassel gelang ihm der Gewinn der Zweitliga-Meisterschaft – gleichbedeutend mit dem Aufstieg in die DEL. Zur Saison 2008/09 unterschrieb der Stürmer einen Vertrag bei den Hamburg Freezers, bevor er ein Jahr später zunächst zu den Kassel Huskies wechselte. Da diese keine DEL-Lizenz erhielten, bekam Pielmeier Ende August 2010 einen Vertrag bei den Augsburger Panthern, spielte aber in der zweiten Saisonhälfte für die Ravensburg Tower Stars, mit denen er am Saisonende erneut Zweitliga-Meister wurde. Anschließend lief er je zwei Jahre für den Zweitligaklub Eispiraten Crimmitschau und den DEL-Klub Schwenninger Wild Wings auf.
Im Mai 2015 wechselte Thomas Pielmeier zum ERC Ingolstadt, wo er auf seinen drei Jahre jüngeren Bruder Timo traf. Nach zwei Jahren und 96 DEL-Partien für Ingolstadt kehrte er im Mai 2017 in die DEL2 zurück, als er einen Vertrag bei den Dresdner Eislöwen unterschrieb. Dort agierte in den folgenden drei Jahren als Assistenz- und Mannschaftskapitän, ehe er den Verein nach der Saison 2019/20 verließ. Vor dem Hintergrund der COVID-19-Pandemie pausierte der Angreifer das gesamte Spieljahr 2020/21, ehe er im April 2021 einen Vertrag beim Oberligisten Deggendorfer SC aus seiner Geburtsstadt unterzeichnete. Dort traf er wiederum auf seinen Bruder, der dort ebenfalls vor der Saison 2021/22 einen Vertrag unterzeichnet hatte.

### International
Für die Juniorennationalmannschaften des Deutschen Eishockey-Bundes kam Pielmeier ab der Saison 2002/03 zu Einsätzen. So wurde er erstmals bei der World U-17 Hockey Challenge 2004 für ein internationales Turnier nominiert. Im Anschluss absolvierte der Stürmer mit der deutschen U18-Auswahl zunächst die U18-Junioren-Weltmeisterschaft der Division I 2004, bei der der Aufstieg in die Top-Division gelang. Als bester Torschütze des Wettbewerbs und darüber hinaus auch mit der besten Plus/Minus-Bilanz des Turniers hatte Pielmeier daran maßgeblichen Anteil. In der Folge bestritt er im folgenden Jahr die U18-Junioren-Weltmeisterschaft 2005 in der Top-Division. Weitere Einsätze hatte der Offensivspieler mit der U20-Nationalmannschaft bei der U20-Junioren-Weltmeisterschaft der Division I 2006 sowie – nach dem gelungenen Aufstieg – die U20-Junioren-Weltmeisterschaft 2007 in der Top-Division.

## Erfolge und Auszeichnungen
| - 2004 DNL-Meister mit den Jungadler Mannheim - 2005 DNL-Meister mit den Jungadler Mannheim - 2007 Deutscher Vizemeister mit den Nürnberg Ice Tigers | - 2008 Meister der 2. Bundesliga und Aufstieg in die DEL mit den Kassel Huskies - 2011 Meister der 2. Bundesliga mit den Ravensburg Towerstars |

### International
- 2004 Aufstieg in die Top-Division bei der U18-Junioren-Weltmeisterschaft der Division I, Gruppe B
- 2004 Bester Torschütze der U18-Junioren-Weltmeisterschaft der Division I, Gruppe B
- 2004 Beste Plus/Minus-Bilanz bei der U18-Junioren-Weltmeisterschaft der Division I, Gruppe B
- 2006 Aufstieg in die Top-Division bei der U20-Junioren-Weltmeisterschaft der Division I, Gruppe A

## Karrierestatistik
Stand: Ende der Saison 2023/24

### International
Vertrat Deutschland bei:
| - World U-17 Hockey Challenge 2004 - U18-Junioren-Weltmeisterschaft der Division I 2004 - U18-Junioren-Weltmeisterschaft 2005 | - U20-Junioren-Weltmeisterschaft der Division I 2006 - U20-Junioren-Weltmeisterschaft 2007 |

(Legende zur Spielerstatistik: Sp oder GP = absolvierte Spiele; T oder G = erzielte Tore; V oder A = erzielte Assists; Pkt oder Pts = erzielte Scorerpunkte; SM oder PIM = erhaltene Strafminuten; +/− = Plus/Minus-Bilanz; PP = erzielte Überzahltore; SH = erzielte Unterzahltore; GW = erzielte Siegtore; 1 Play-downs/Relegation; Kursiv: Statistik nicht vollständig)